# カラガンダ市電
カラガンダ市電（ロシア語: Карагандинский трамвай）は、かつてカザフスタンの都市・カラガンダに存在した路面電車。ソビエト連邦（ソ連）時代の1950年に開通したが、1997年までに全線が廃止された。

## 歴史
カラガンダ市内に路面電車が開通したのは1950年で、カラガンダの新市街と旧市街を結ぶ全長12.5 kmの路線が最初に開通した。続いて1954年からは各地の炭鉱へ接続する路線が多数開通し、1960年代初頭の年間利用客数は2,000万人に達した。
だが、カラガンダの路面電車の建設時に使用されたのは第二次世界大戦（大祖国戦争）前に製造されたレールや枕木であり、1960年代に入ると老朽化が深刻な課題となっていた。更に石炭の生産体制の見直しや旧市街からの住民の移住などもあり、利用客は急速に減少し、1972年の年間利用客数は400万人まで落ち込んだ。それに伴い路線網の廃止も相次ぎ、1984年以降は33・34番炭鉱地区（шахта 33-34）と発電所（завод СТО）間の路線のみの運行となった。また、これらとは別に1970年代にはカラガンダとテミルタウの間に高速路面電車（скоростных трамвай）を建設する計画もあったが実現することはなかった。
ソビエト連邦の崩壊以降もカラガンダ市電は残された区間で運行を続けたが、停電の頻発などから乗客や収入は減少の一途を辿り、最終的に当時の運営組織であった路面電車・トロリーバス管理（ОАО «Трамвайно-троллейбусный парк»）の判断により1997年9月をもってカラガンダ市電は廃止された。